# SA80
SA80 (Small Arms for the 80s) je série pušek, které byly v 80. letech zavedeny jako standardní zbraně Britské armády.
Mechanická část byla odvozena z pušky ArmaLite AR-18, kterou ve Velké Británii v licenci vyráběla firma Sterling Armaments Company. Prvky designu pušky a systém bullpup byly inspirovány dřívější zbraní EM-2. První prototypy byly zkoušeny od roku 1976 a výroba skončila v roce 1994. Očekává se, že zbraně budou ve službě do roku 2025.
Varianta L85 je standardní zbraní britské armády od roku 1987, kdy nahradila pušku L1A1 – variantu pušky FN FAL. Vylepšená verze L85A2 je ve službě dodnes.

## Varianty

### L85 IW
L85 (Individual Weapon) je standardní útočná puška britských jednotek. Ve výzbroji ozbrojených sil nahradila bitevní pušky L1A1 a samopaly Sterling. Ve výzbroji Royal Marines byla v roce 2019 oficiálně nahrazena karabinou L119, postupně zařazovanou do služby u jednotek.

### L86 LSW
L86 LSW (Light Support Weapon) vznikla za účelem palebné podpory družstva, plnila tedy funkci lehkého kulometu. Ve výzbroji nahradila zbývající kulomety L4 a část L7. Vyznačuje se delší hlavní, zkráceným předpažbím a dvojnožkou. Později ji ve funkci LSW nahradily zbraně L108A1/L110 a tato zbraň začala plnit převážně úlohu jako "marksman's rifle". I v této roli začala být nahrazována, typem L129A1, variantou pušky AR-10 od americké firmy LMT, a v roce 2019 byla definitivně vyřazena ze služby.

### L22 Carbine
L22 je karabina s hlavní zkrácenou na 442 mm. Do služby byla zavedena v letech 2003/2004 a je užívána zejména jako zbraň pro osobní ochranu posádkami obrněné techniky a vrtulníků.

### L98 Cadet Rifle
Zbraně vzniklé pro výcvik kadetů.
L98A1
jednoranná zbraň ráže .22 LR, s přímotažným závěrem a bez možnosti nasazení bajonetu.
L98A2
poloautomatická verze pušky L85A2.

## Galerie

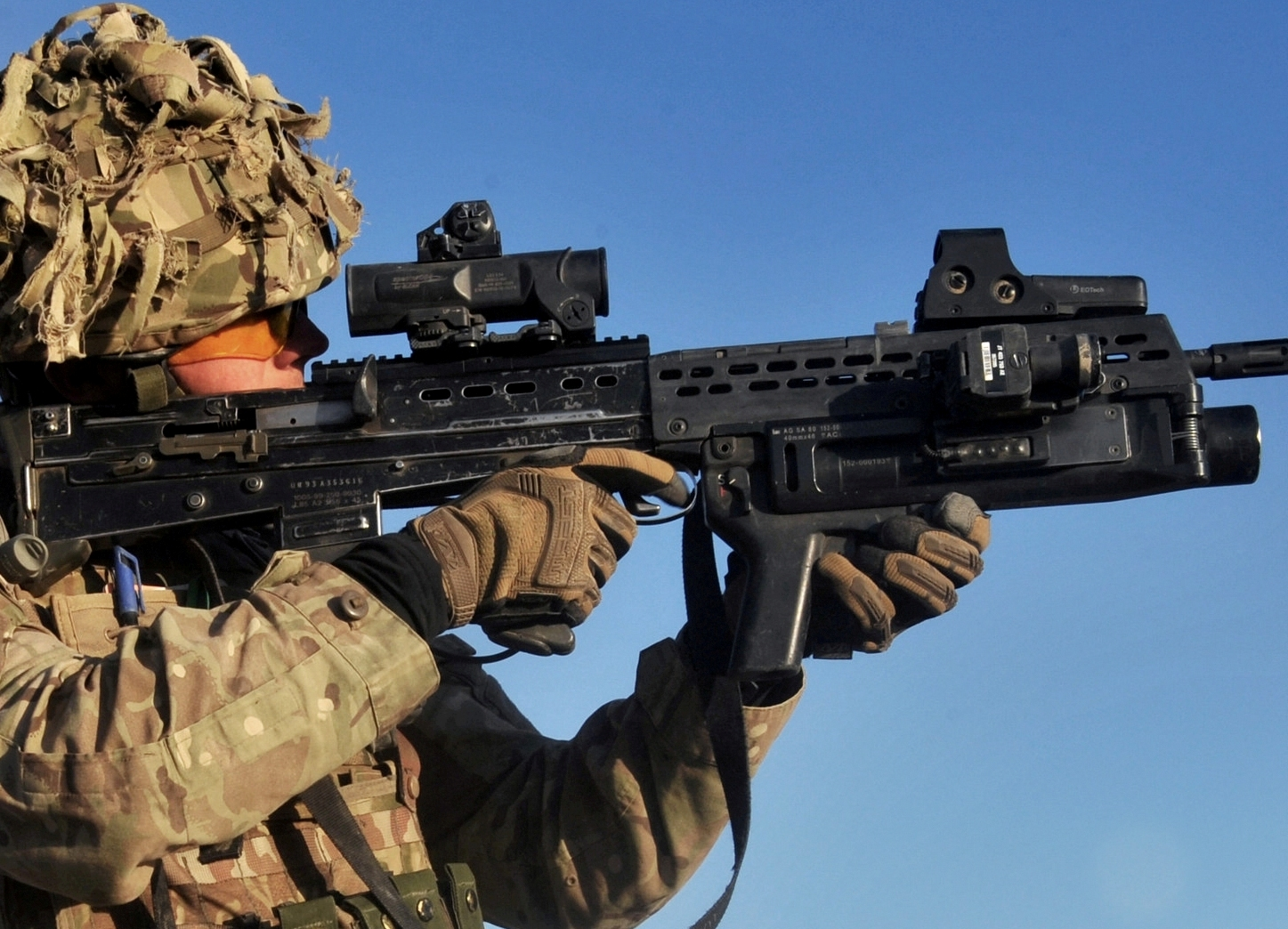
Varianta L85A2 s podvěsným granátometem L123A2
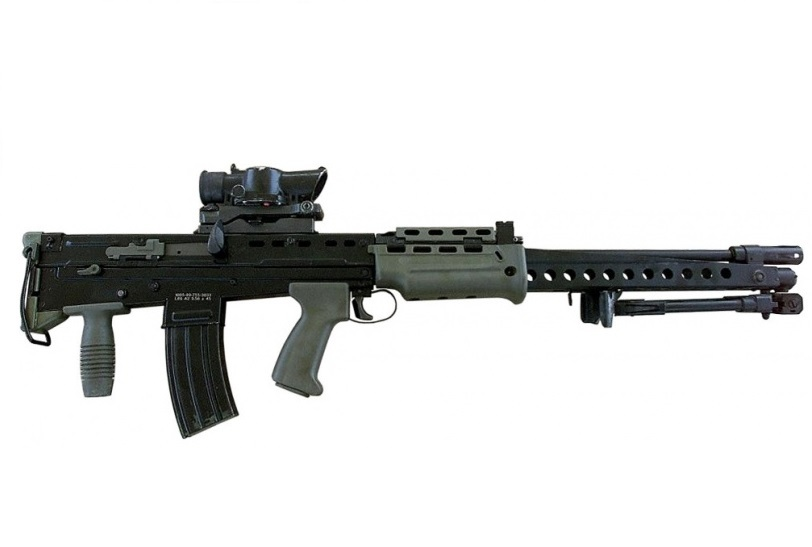
L86A2 LSW
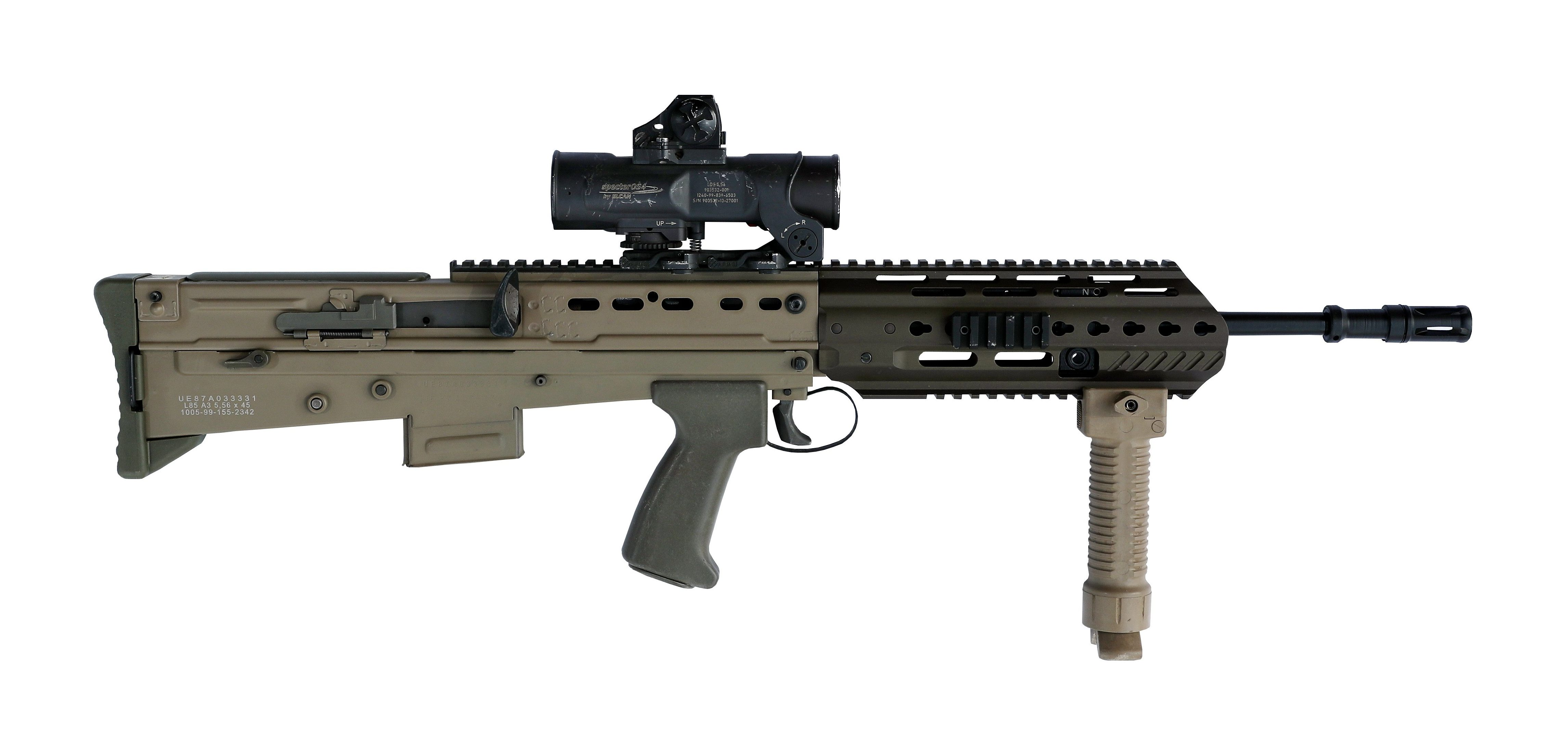
Puška L85A3, nejnovější varianta modernizovaná roku 2016.
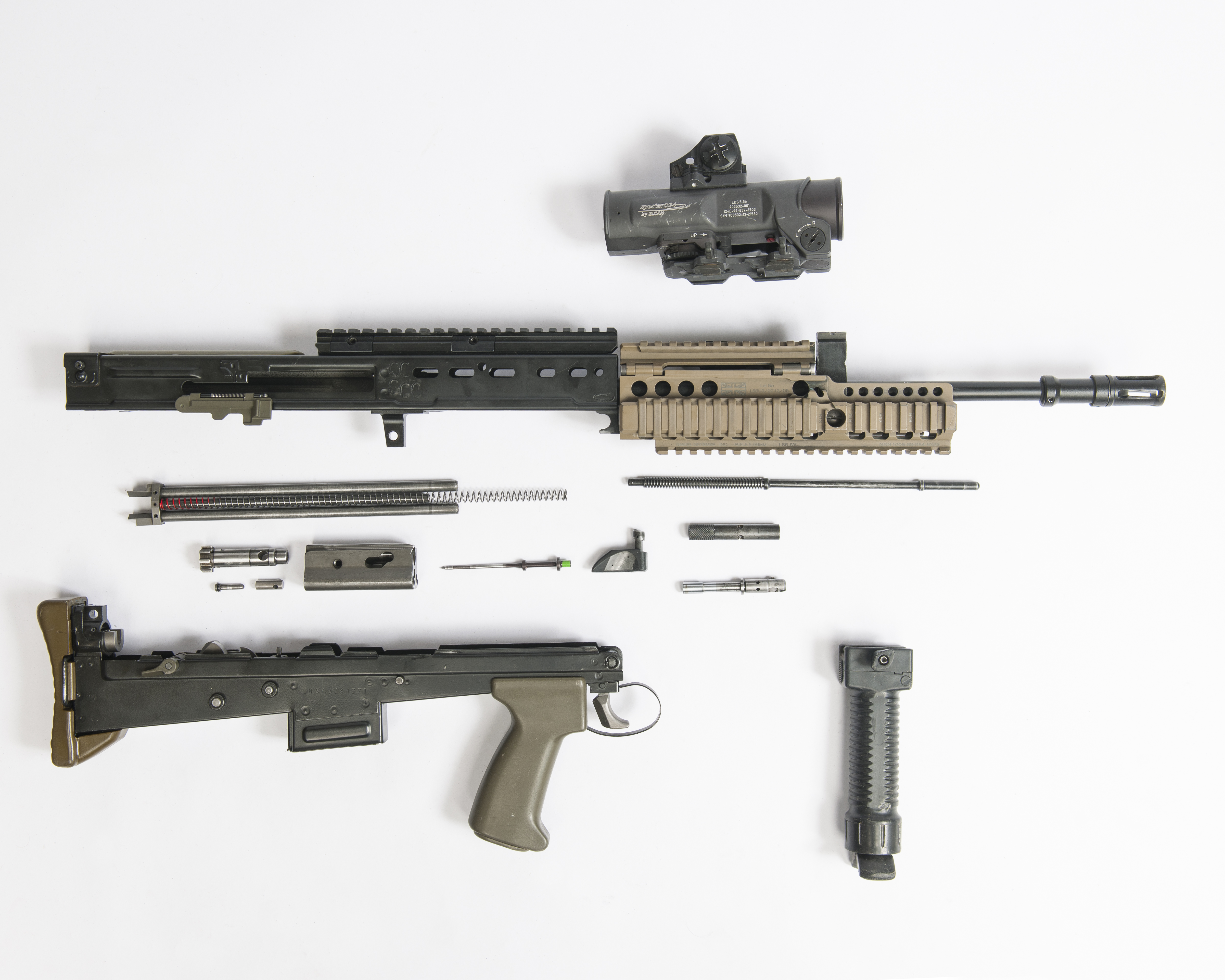
Rozebraná L85A2 (model po roce 2009)
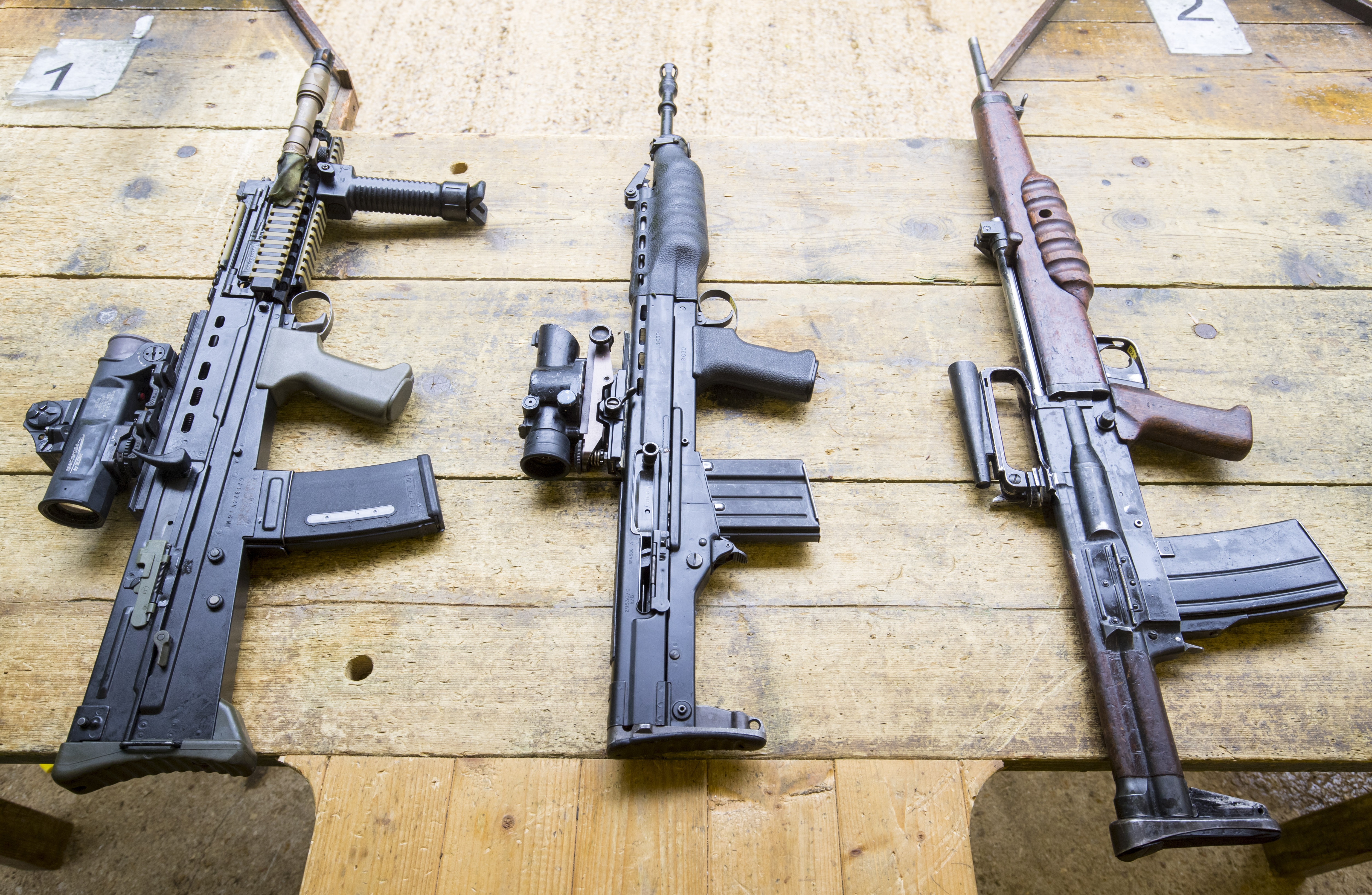
Zleva: L85-A2, XL 60 a EM-2